# Paolo Montecchi
Paolo Montecchi, noto anche con lo pseudonimo di Paul Montague (Pisa, 10 dicembre 1932 – Pisa, 29 maggio 2014), è stato un fumettista italiano.

## Biografia
Nato a Pisa, quando è ancora bambino si trasferì con la famiglia prima a Catania e poi a Bari, Firenze, di nuovo a Pisa e poi a Piacenza, dove abitò molti anni prima di tornare definitivamente a Pisa. Si avvicinò ai fumetti grazie a Gaetano Albanese, amico del fratello Piero. Esordì quindi nel 1952 grazie all'editore Tristano Torelli con il quale collaborò per due anni disegnando prima le serie Slim, il ragazzo d’acciaio e Cuore Crociato poi altre serie pubblicate sull'albo a strisce El Bravo.
Dopo un periodo passato a svolgere il servizio militare, si trasferì a Milano dove lavorò nello studio di Albanese per disegnare varie serie a fumetti di genere romantico per il mercato inglese. Quando Albanese decise di dedicarsi alla pittura abbandonando i fumetti, nel 1957 tornò a Piacenza dove continuò a realizzare storie per il mercato inglese producendo per gli editori Fleetway e Thomson insieme al fratello Piero in un proprio studio, che resterà attivo fino alla fine degli anni settanta producendo storie a fumetti di vario genere come Johnny Nero, pubblicata anche in Italia negli anni sessanta o vari episodi della serie western Jiffe e Pitt per il mercato francese.
In questo periodo la coppia di autori realizzerà firmandosi con lo pseudonimo Paul e Peter Montague, alcune storie di Superman e Batman che verranno pubblicate nel 1964 dalla Mondadori; Paolo poi continuerà a disegnare la serie Paris Jour scritta da Raffaele D'Argenzio per la Editrice Universo con la quale entrambi i fratelli iniziano nel 1963 a collaborare disegnando storie a fumetti per Il Monello e per Intrepido.